# Erica rosacea
Erica rosacea är en ljungväxtart. Erica rosacea ingår i släktet klockljungssläktet, och familjen ljungväxter.

## Underarter
Arten delas in i följande underarter:
- E. r. glabrata
- E. r. rosacea